# Taeniophyllum ficicola
Taeniophyllum ficicola är en orkidéart som beskrevs av Rudolf Schlechter. Taeniophyllum ficicola ingår i släktet Taeniophyllum och familjen orkidéer.
Artens utbredningsområde är Sulawesi. Inga underarter finns listade i Catalogue of Life.